# Aglauro
Aglauro ou Agraulo (em grego: Ἄγλαυρος ou Ἄγραυλος) são duas figuras da mitologia grega, mãe e filha.

## A mãe
Agraulo (mãe), filha de Acteu, casou-se com Cécrope, rei de Atenas, cujo corpo era parte humano e parte serpente. Dessa união nasceram três filhas, Agraulo (filha), Herse e Pândroso, e um filho, Erisictão.

## A filha
Aglauro era filha de Cécrope.
Existem diversos mitos acerca dessa figura. Agraulo foi amada por Ares, e da união deles nasceu Alcipe.
Aglauro é lembrada no mito em que Hermes enamorado de Herse, pediu humildemente o consentimento da sua irmã mais velha. Aglauro recusou, invejosa da sorte  da irmã. O deus, furioso, transformou-a em pedra.
Segundo um outro relato, Hermes, embora enamorado de Herse, aproveitou-se de Agraulo, quando soube que Ares a deixara por Afrodite.
Com suas irmãs Herse e Pândroso, Aglauro recebeu de Atena uma caixa que não deveria jamais ser aberta. Dentro da caixa, estava o pequeno Erictônio, futuro rei de Atenas, gerado pelo amor de Hefesto com a deusa Gaia ou com a própria Atenas. Tomadas pela curiosidade, as irmãs abriram a caixa. Ao ver que a criança possuía um rabo de serpente, as moças, tomadas de pavor, saltaram da Acrópole, encontrando a morte. Outras versões do mito dizem que, dentro da caixa, junto com a criança, havia uma serpente deixada por Atena.